# Наил-патела синдром
Наил-патела (нокти-чашица) синдром је последица генске мутације на хромозому број 9 на коме се налази и ген за АБО систем крвних група. Особе са овим синдромом на хромозому 9 носе доминантни мутирани алел који доводи до образовања дефектних ноктију и чашице колена или се они уопште не образују. Аутозомно-доминантно наслеђивање шематски је представљено на слици:
У породици у којој се јави овај синдром је везан за одређену крвну групу. Сматра се да су гени за АБО систем крвних група и нокти-чашица синдром међусобно удаљени 10 cM (центи- Моргана).